# Norovce
Norovce é um município da Eslováquia, situado no distrito de Topoľčany, na região de Nitra. Tem 6,33 km² de área e sua população em 2018 foi estimada em 317 habitantes.

## Demografia
| Ano:        | 1994 | 2004   | 2014   | 2024   |
| ----------- | ---- | ------ | ------ | ------ |
| Broj ljudi: | 365  | 332    | 321    | 314    |
| Razlika:    |      | -9,04% | -3,31% | -2,18% |

| Ano:               | 2023 | 2024   |
| ------------------ | ---- | ------ |
| Número de pessoas: | 323  | 314    |
| Diferença:         |      | -2,78% |